# تصفيات كأس أوروبا للشباب لكرة القدم 2011 - المجموعة الرابعة
```
تصفيات كأس أوروبا للشباب لكرة القدم 2011
 - المجموعة الرابعة
 التي تضم 5 منتخبات. وهم يتنافسون لحجز مقعد لنهائيات كأس أوروبا للشباب تحت 21 سنة 2011. بدأت التصفيات التاهيلية لبطولة أوروبا للشباب تحت 21 سنة 2011 مبارياتها في 27 مارس 2009 وانتهت التصفيات في 13 أكتوبر 2010، قبل أن تبدأالبطولة النهائية المحدد اقامتها في صيف 2011 في شهر يونيو.
```

## المجموعة
| المنتخب    | لعب | فاز | تعادل | خسر | له | عليه | فارق | نقاط |
| ---------- | --- | --- | ----- | --- | -- | ---- | ---- | ---- |
| هولندا     | 8   | 7   | 0     | 1   | 19 | 5    | +14  | 21   |
| إسبانيا    | 8   | 6   | 1     | 1   | 15 | 5    | +10  | 19   |
| فنلندا     | 8   | 3   | 1     | 4   | 11 | 7    | +4   | 10   |
| بولندا     | 8   | 3   | 0     | 5   | 11 | 13   | -2   | 9    |
| ليختنشتاين | 8   | 0   | 0     | 8   | 1  | 27   | -26  | 0    |

## المباريات
| بولندا                 | 2 – 0 | ليختنشتاين |
| ---------------------- | ----- | ---------- |
| Korzym 34' · Rybus 56' | تقرير |            |

| إسبانيا                       | 2 – 0 | بولندا |
| ----------------------------- | ----- | ------ |
| خوسيلو 7' · دانييل باريخو 58' | تقرير |        |

| هولندا                                | 2 – 0 | فنلندا |
| ------------------------------------- | ----- | ------ |
| سييم دي جونغ 15' · دييغو بيسيسوار 75' | تقرير |        |

| ليختنشتاين | 0 – 4 | إسبانيا                                                                  |
| ---------- | ----- | ------------------------------------------------------------------------ |
|            | تقرير | 15' دانييل باريخو · 23' خافي مارتينيز · 82' دييغو كابيل · 87' آرون نيغيز |

| بولندا                         | 2 – 1 | فنلندا    |
| ------------------------------ | ----- | --------- |
| Glik 44' · كاميل غروشيتشكي 56' | تقرير | 51' Pukki |

| ليختنشتاين | 0 – 5 | بولندا                                                        |
| ---------- | ----- | ------------------------------------------------------------- |
|            | تقرير | 43'، 80' Kielb · 59'، 73' باتريك ماليتشي · 90+1' أرتور سوبييخ |

| فنلندا | 0 – 1 | هولندا          |
| ------ | ----- | --------------- |
|        | تقرير | 24' إيريك بيترس |

| بولندا | 0 – 4 | هولندا                                              |
| ------ | ----- | --------------------------------------------------- |
|        | تقرير | 41'، 49'، 66' ريكي فان فولفسفينكل · 45' نيكي كيوبير |

| ليختنشتاين | 0 – 4 | فنلندا                                                |
| ---------- | ----- | ----------------------------------------------------- |
|            | تقرير | 49' Pukki · 66'، 76' Hjelm · 90+2' ألكسي كانغاس كولكا |

| إسبانيا                  | 1 – 0 | فنلندا |
| ------------------------ | ----- | ------ |
| ميغيل ألفونسو هيريرو 79' | تقرير |        |

| هولندا                                                     | 3 – 0 | ليختنشتاين |
| ---------------------------------------------------------- | ----- | ---------- |
| سييم دي جونغ 8' · إريك فالكين بيرغ 68' · جوشوا يوحنا 90+3' | تقرير |            |

| هولندا                                       | 2 – 1 | إسبانيا               |
| -------------------------------------------- | ----- | --------------------- |
| إريك فالكين بيرغ 14' · جورجينيو وينالدوم 63' | تقرير | 80' سيزار أزبيليكويتا |

| إسبانيا                                                                   | 3 – 1 | ليختنشتاين     |
| ------------------------------------------------------------------------- | ----- | -------------- |
| دانييل باريخو 13' · أدريان غونزاليز موراليس 73' · دييغو كابيل 89' (ركلة.) | تقرير | 58' Hanselmann |

| هولندا                                     | 3 – 2 | بولندا                           |
| ------------------------------------------ | ----- | -------------------------------- |
| دييغو بيسيسوار 57'، 71' · سييم دي جونغ 75' | تقرير | 22' ماتيوش سيتنارسكي · 82' Kiełb |

| فنلندا        | 1 – 1 | إسبانيا           |
| ------------- | ----- | ----------------- |
| جوني كاوكو 8' | تقرير | 31' (ركلة.) Bojan |

| ليختنشتاين | 0 – 3 | هولندا                                              |
| ---------- | ----- | --------------------------------------------------- |
|            | تقرير | 42' إريك فالكين بيرغ · 55' جينس تورنسترا · 78' Dost |

| إسبانيا             | 1-2 | هولندا  |
| ------------------- | --- | ------- |
| كاناليس 26 كابيل 54 |     | دوست 32 |

| فنلندا                     | 0-2 | بولندا |
| -------------------------- | --- | ------ |
| هيلم 26 (ض ج) ماناستورم 73 |     |        |

| فنلندا                     | 0-3 | ليختنشتاين |
| -------------------------- | --- | ---------- |
| بيلفاس 21 بوكي 36 ريسكي 61 |     |            |

| بولندا | 1-0 | إسبانيا    |
| ------ | --- | ---------- |
|        |     | كاناليس 85 |

المصادر

UEFA.com